# Groove Gangsters
Groove Gangsters war das österreichische Dance-Projekt des DJs Klaus Biedermann, der als Mitglied der Bingoboys erste Erfolge feierte, und des Produzenten Stefan Berndorfer. Mit der Single Funky Beats erreichten die beiden Musiker Ende 1997 Platz 21 der deutschen Singlecharts. Im Frühjahr 1999 stieg der Titel Rock da Party auf Position 30 der österreichischen Hitparade.

## Diskografie (Singles)
- 1997: Funky Beats (Mighty)
- 1998: Make You Yeah (Mighty)
- 1998: Rock da Party (Mighty)